# Mössbauer-effektus

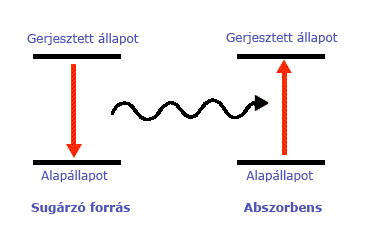
Mössbauer-elmélet sematikus ábra

Bizonyos atommagok gamma-sugarak (gamma-foton) elnyelésekor az elnyelt sugárzást visszasugározzák, mégpedig megnövekedett hullámhossz tartományban. A jelenséget Rudolf Mössbauer fedezte fel 1958-ban, az irídium 191-es izotópjával, s a kísérletek során azt tapasztalta, hogy a hőmérséklet csökkenésével a rezonancia-abszorpció mértéke megnövekedett, melynek oka, hogy ilyen módon sokkal több atom képes a visszalökődésmentes abszorpcióra (rezonancia-fluoreszcencia).

## Háttere
Bármely kis részecske (atom vagy molekula) amely sugárzást nyel el, a beérkező pl. gamma-foton hatásaként visszalökődik (kivételt képeznek a kristályok, amelyek visszalökődés nélkül sugároznak (ekkor az energia a teljes kristályszerkezetben oszlik szét) hogy megtartsa energiáját és impulzusát. Mind a visszalökődés során képződő energiát (visszalökődési energia), mind a kisugárzott foton energiáját az az energiakülönbség szolgáltatja, amely az emittált sugárzás kezdeti és végső fázisa közötti energiakülönbség: {\displaystyle h\nu =E_{i}-E_{f}}. Ebből következően az emittált foton ({\displaystyle h\nu '}) energiája kisebb, mint a beérkező fotoné ({\displaystyle h\nu }). Az abszorpció és az emisszió által létrehozott energia különbségére vonatkozó hozzávetőleges formulát így adhatjuk meg: {\textstyle \Delta (h\nu )\cong {\frac {(h\nu )^{2}}{mc^{2}}}}, ahol m az abszorbens tömege, c a fénysebesség.
Vegyünk példaként egy vasatomot; vajon lehetséges-e hogy ezen atom egy másik vasatom által kibocsátott elektromágneses sugárzást abszorbeáljon. Ez teljesen nem történik meg, mert az átmenet során felszabaduló E energia egy részét felemészti a visszalökött mag. A rezonancia csak abban az esetben nyelődik el, ha az energiaveszteség kisebb a természetes vonalszélességnél: {\displaystyle \Delta E<\Gamma }.

## Előfordulása
Számos fizikai jelenség képes egy sugárzási átmenetnél a természetes vonalszélességet megnövelni. Számos, laborban is létrehozható fizikai hatásnál megfigyelhető ilyen, többek között a Doppler-kiszélesedésnél. Míg azonban ezek a jelenségek csak minimális esetben okoznak hasonlót, a természetes vonalkiszélesedés egyik jellegzetes forrása a Heisenberg-féle határozatlansági elv. Atom-, molekula- vagy magsugárzás esetén a frekvenciatartomány spektrumát a határozatlansági elv szolgáltatja a következőképpen: {\displaystyle \Delta E\Delta t\approx \hbar }, ahol {\displaystyle \Delta t} az átmenet ideje ({\displaystyle \tau }). Gerjesztett állapotban, ha {\displaystyle \tau } = 10−7 s, a vonalszélesség 4·10−8 eV. Optikai esetben tehát rezonanciaelnyelés nagy valószínűséggel fordul elő, magsugárzásnál azonban a több nagyságrenddel nagyobb energia miatt nem. A visszalökődésmentes rezonanciaelnyelés valószínűsége annál nagyobb, minél kisebb az átmenet energiája és ha atomi rendszerről van szó, minél alacsonyabb a kristály hőmérséklete.

## Gerjesztés nélküli abszorpció
Atomi rendszerben előforduló spontán abszorpció nagyban függ a kristályszerkezet felépítésétől - a rezgési frekvenciák eloszlását, a kristály rezgési spektrumát a kötések mikéntje határozza meg. Kvantumelektrodinamikai számításokból feltehetjük, hogy a fotonabszorpció valószínűsége a kristály egyensúlyi rácspontjának helyétől, az atommag egyensúlyi helyzetéből történő kimozdulásának nagyságától függ:
{\displaystyle W_{Q}=|e^{-ikx_{o}}\langle \Psi _{G}(x)|e^{-ikx}\mid \Psi _{A}(x)\rangle |^{2}}
Minthogy az impulzus bizonytalansága {\displaystyle \Delta p=\hbar /x}, a valószínűség akkor lesz 0-tól különböző, ha {\displaystyle \hbar k} << p, vagyis a kicsi a sugárzás energiája, mert ekkor x is kicsi (az atommag kimozdulása egyensúlyi helyzetből).